# نظریه حالت پایدار

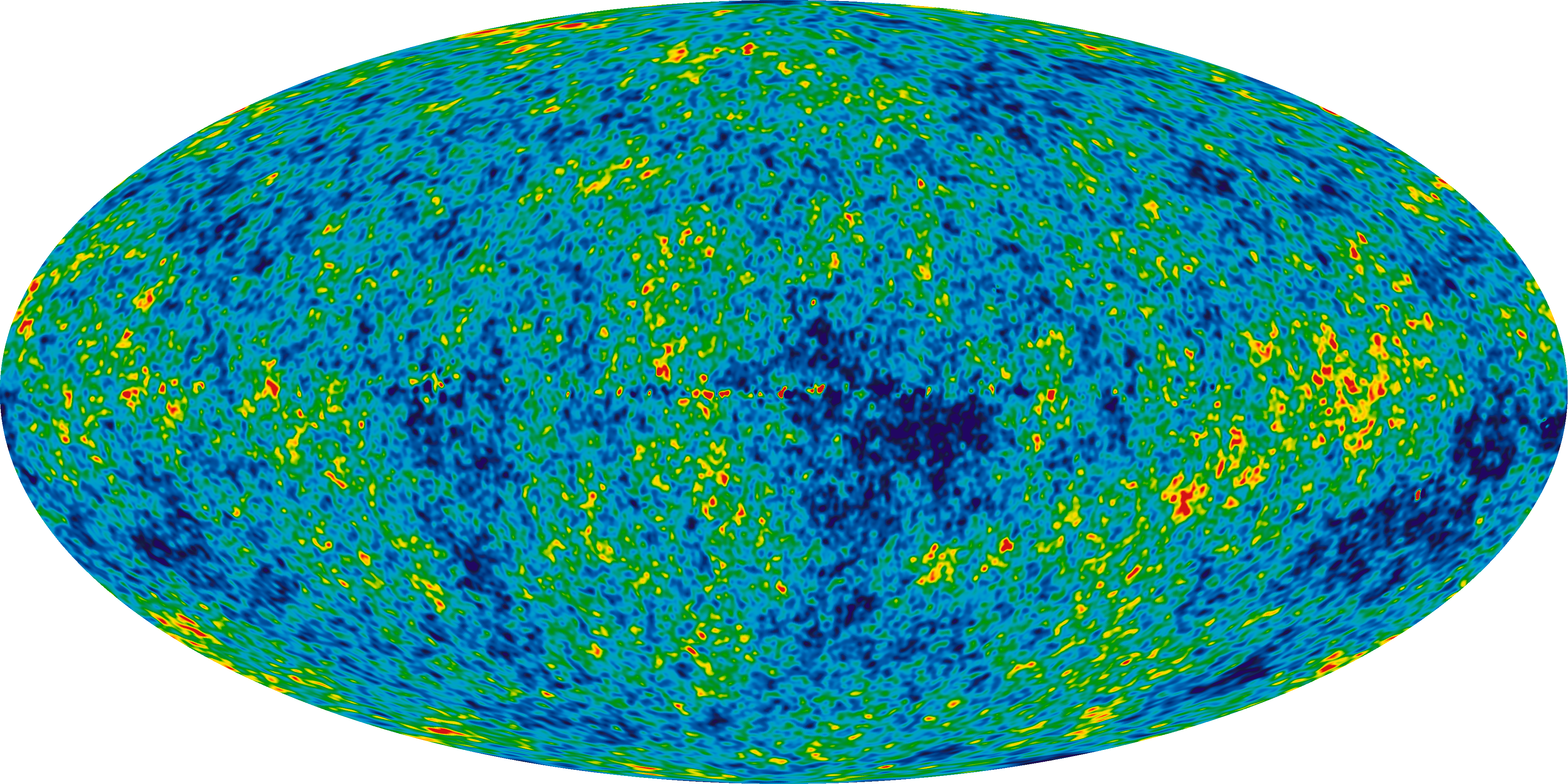

در کیهان‌شناسی، مدل حالت ماندگار (به انگلیسی: steady-state model) یا نظریه حالت ماندگار (به انگلیسی: steady state theory) مدلی است که به عنوان جایگزین برای مهبانگ ارائه شده‌است.
در نتیجه مشکل سن، بسیاری از ستاره‌شناسان چندان اعتقادی به مدل‌های مه‌بانگ نداشتند. در سال ۱۹۴۸، هرمن بوندی، توماس گولد و فرد هویل (که از ایدهٔ مبدأ آنی برای جهان ناخرسند بودند) نظریه دیگری به نام نظریه حالت ماندگار (Steady State) را پیشنهاد کردند. تمام نظریه‌های کیهانشناسی چیزی را که اصل کیهان‌شناختی (به انگلیسی: Cosmological Principle) نامیده می‌شود در بر می‌گیرند. یعنی آنکه در مقیاس بزرگ و در هر زمان معین، منظره جهان از هر نقطه داخل آن یکسان خواهد بود. بوندی، گولد و هویل این نظریه را توسعه دادند و چیزی را که آن‌ها اصل کیهان شناختی کامل (به انگلیسی: Perfect Cosmological Principle) می نامیدند، ارائه کردند. در این اصل عبارت «در هر زمان معین» با «در همهٔ زمان‌ها» جایگزین شد. جهان آن‌ها در مقیاس بزرگ نامتغیر بود. البته نه به این معنی که جهان منبسط نمی شد، بلکه ایده اصلی در قلب این نظریه آن بود که با فاصله گرفتن کهکشان‌ها از یکدیگر به دلیل انبساط عالم، ماده جدید به شکل هیدروژن در فضای بین آن‌ها آفریده می شد. این هیدروژنِ تازه خلق شده، در نهایت، کهکشان‌های جدیدی را به وجود می آورد و بدین ترتیب چگالی مشاهده شده کهکشان‌ها پیوسته ثابت می‌ماند. جهان نه ابتدایی دارد و نه انتهایی خواهد داشت، و همان گونه که از نام نظریه برمی آید، در حالت ماندگار خواهد ماند. با توجه به اینکه همواره ماده جدید در حال خلق شدن است، آن را نظریه آفرینش پیوسته (Continuous Creation) نیز می نامند.هم اکنون این نظریه به دلیل منطبق نبودن با قوانین فیزیک رد شده‌است.
شواهد رصدی به کیهان‌شناختی مه‌بانگ با سن جهان متناهی اشاره می‌کنند که مدل حالت ماندگار آن را پیش‌بینی نمی‌کند.